# Delosperma uniflorum
Delosperma uniflorum är en isörtsväxtart som beskrevs av L. Bol.. Delosperma uniflorum ingår i släktet Delosperma, och familjen isörtsväxter. Inga underarter finns listade i Catalogue of Life.